# Synagoga w Iwieńcu
Synagoga w Iwieńcu – drewniana bóżnica położona w Iwieńcu koło Wołożyna. Mieści się przy ul. Szkolnej 1.

## Historia
Zbudowana w 1912, jedna z trzech drewnianych świątyń żydowskich, jakie zachowały się na Białorusi. W 2005 odkryto stare freski na ścianach budynku. 
Zwrócona w 2010 wiernym, wcześniej mieścił się miejski dom kultury. W roku 2010 przystąpiono do utworzenia w budynku synagogi sali modlitewnej dla pielgrzymów i Centrum  Badań nad Historią Żydów Zachodniej Białorusi.
Przed II wojną światową mieszkało w Iwieńcu około dwóch tysięcy Żydów,  większość z nich została zamordowana przez nazistów w czasie Holocaustu. 
Podczas likwidacji getta w Iwieńcu dnia 8 czerwca 1942 r. w pobliskim lesie zamordowano łącznie 800 Żydów, w tym 600 dzieci i 200 dorosłych. Na miejscu zbrodni ustawiono tablicę pamiątkową. 
W 1959 w miejscowości pozostawało 56 Żydów, a w 2010 – 4.

## Źródła
- Synagoga w Iwieńcu na stronie internetowej radzima.org
- Synagoga w Iwieńcu na stronie internetowej globus Białorusi (ros.)